# シュガー・ヒル (1993年の映画)
シュガー・ヒル（原題：Sugar Hill）は、1993年に制作され、翌年公開されたアメリカ合衆国の犯罪映画。監督はレオン・イチャソ、出演はウェズリー・スナイプス、マイケル・ライトほか。ニューヨーク市のシュガーヒルを舞台に、大物麻薬ディーラーとして活躍する兄弟を描く。

## あらすじ
ロメロとレイネイサンの兄弟は、幼いころに母親をドラッグ中毒で亡くし、イタリア系マフィアの下で麻薬の売人をしていた父親も、組織の金を横取りした報復に銃弾を食らってからは衰弱してしまった。やがて高校を卒業したロメロは、父親を撃った男を射殺して復讐を果たす。
そして今、兄弟はシュガーヒルの町で麻薬の売人として頂点にのし上がっていたが、ロメロは今の生活に嫌気がさしていた。そして、クラブで出会った女優の卵メリッサを連れて街を出ようとするが、新興勢力のギャングの出現による縄張り争いが発生。ロメロも巻き込まれていくのだった。

## キャスト
※括弧内は日本語吹替（旧ソフトに収録）。
- ロメロ・"ローマ"・スカッグス：ウェズリー・スナイプス（増谷康紀）
- レイネイサン・“レイ”・スカッグス：マイケル・ライト（矢尾一樹）
- アーサー・ロメロ・“AR”・スカッグス：クラレンス・ウィリアムズ3世（石森達幸）
- メリッサ：テレサ・ランドル（亀井芳子）
- ガス・モリーノ：エイブ・ヴィゴダ（北村弘一）
- ロリー・ジョナス：アーニー・ハドソン（峰恵研）
- サル・マルコーニ：レイモンド・セラ（小室正幸）